# Enez
Enez (en grec ancien Αίνος / Aïnos ; en latin Ænus) est une petite ville située en Turquie.

## Géographie
Enez (anciennement Enos) est une petite ville située dans la partie européenne de la Turquie, près de la Mer Égée et de la frontière avec la Grèce. Elle se trouve sur la rive gauche de la Maritsa, près de l'embouchure de celle-ci, et elle était jadis au bord de la Mer Égée. La ville dispose aujourd'hui d'un petit port fluvial et d'un port maritime un peu plus loin.

## Histoire
La date de fondation précise de la cité n'est pas connue avec certitude. Différentes thèses existent à ce sujet. Les fouilles archéologiques ont révélé la présence d'un communauté humaine aux IVe millénaire av. J.-C. et IIIe millénaire av. J.-C., soir à l'époque Chalcolithique.
La ville d’Aïnos est mentionnée pour la première fois par Homère (Iliade IV, 520) en tant que ville Thrace. De même, Strabon (VII, 8, 319) a écrit que la ville porte le nom de Poltyobria, d'après Poltys, roi de Thrace.
Elle est refondée par des colons grecs d'origine étolique au VIIe siècle av. J.-C., et apparaît sporadiquement dans les sources grecques classiques. Son histoire et sa topographie restent néanmoins très mal connues.
À la fin du VIe siècle av. J.-C. la cité passe sous domination de l'Empire perse lors de la campagne de Darius Ier, en -513, contre les Scythes. Cette domination ne dure pas et la cité retrouve son indépendance. En 480, le roi de Perse Xerxes passa en Thrace par les Dardanelles, en direction de la Grèce, et il occupa la petite cité. Ayant été une ville libre jusqu'à cette date, Aïnos rejoignit la Ligue de Délos après la bataille de Salamine (-480). En tant que membre de cette ligue, Aïnos participa à la campagne de Sicile menée par Athènes en -415 (Thucydide IV, 28: VI, 57). La ville retrouva ensuite une nouvelle fois son indépendance, pour une brève période, avant qu'elle ne soit conquise par le royaume de Macédoine. Sous autorité des Ptolémées après la dislocation de l'empire d'Alexandre le Grand, la ville redevint indépendante lorsque la République romaine conquit la Thrace en -190.
Une fois conquise par Rome, la cité fut réorganisée sur le modèle romaine et renommée Aenus. D'après Procope de Césarée (Édifices, IV, 11, 1–5), l'empereur Justinien la fit refortifier du fait de sa position stratégique sur la route de la Grèce du nord vers Constantinople et non loin de l'entrée des Dardanelles. Le Synekdèmos d'Hiéroclès mentionne Aenus comme faisant partie de la province byzantine du Rhodope. C'est également un siège épiscopal et à partir de 1032, une métropole.
Pendant le Bas Moyen Âge, la ville est dirigée pendant deux siècles par la famille génoise Gattilusi.
La ville fut conquise par les Ottomans en 1456, à l'époque de Mehmed II le Conquérant, par Has Yunus Bey qui l'assiégea par terre et par mer.